# 광덕사
광덕사는 충청남도 천안시 광덕면 광덕리640에 있는 조계종 소속의 사찰이다.  832년(신라 흥덕왕 7년) 진산 화상에 의해서 처음 세워진 사찰로 전해진다.

## 관련 문화재

### 보물
- 천안 광덕사 고려사경(天安 廣德寺 高麗寫經) - 보물  제390호, 불교중앙박물관 소장
- 천안 광덕사 고려사경 - 상지은니묘법연화경 권4(天安 廣德寺 高麗寫經 - 橡紙銀泥妙法蓮華經 卷四) - 보물 제390-1호, 불교중앙박물관 소장
- 천안 광덕사 고려사경 - 상지은니묘법연화경 권4(天安 廣德寺 高麗寫經 - 橡紙銀泥妙法蓮華經 卷四) - 보물 제390-2호, 불교중앙박물관 소장
- 천안 광덕사 감역교지(天安 廣德寺 減役敎旨) - 보물 제1246호, 광덕사 소장
- 천안 광덕사 조선사경(天安 廣德寺 朝鮮寫經) - 보물 제1247호, 광덕사 소장
- 천안 광덕사 조선사경-백지묵서부모은중경 및 불설장수감죄제동자다라니경(天安 廣德寺 朝鮮寫經-白紙墨書父母恩重經 및 佛說長壽減罪諸重子陀羅尼經) - 보물 제1247-1호, 광덕사 소장
- 천안 광덕사 조선사경-백지묵서묘법연화경 권1, 3, 5, 6 ,7(天安 廣德寺 朝鮮寫經-白紙墨書 妙法蓮華經卷一, 三, 五, 六, 七) - 보물 제1247-2호, 광덕사 소장
- 천안 광덕사 조선사경-백지묵서불설장수멸죄제동자다라니경 및 대승기신론(天安 廣德寺 朝鮮寫經-白紙墨書佛說長壽滅罪諸童子陀羅尼經 및 大乘起信論) - 보물 제1247-3호, 광덕사 소장
- 광덕사노사나불괘불탱(廣德寺蘆舍那佛掛佛幀) - 보물 제1261호, 광덕사 소장

### 천연기념물
- 천안 광덕사 호두나무(天安 廣德寺 호두나무) - 천연기념물 제398호

### 충청남도 시도유형문화재
- 천안 광덕사 부도(天安 廣德寺 浮屠) - 충청남도 유형문화재 제85호, 광덕사 소장
- 천안 광덕사 삼층석탑(天安 廣德寺 三層石塔) - 충청남도 유형문화재 제120호, 광덕사 소장
- 천안 광덕사 삼세불도(天安 廣德寺 三世佛圖) - 충청남도 유형문화재 제190호, 광덕사 소장

### 충청남도 문화재자료
- 천안 광덕사 대웅전(天安 廣德寺 大雄殿) - 충청남도 문화재자료 제246호, 광덕사 소장
- 천안 광덕사 천불전(天安 廣德寺 千佛殿) - 충청남도 문화재자료 제247호, 광덕사 소장
- 천안 광덕사 석사자(天安 廣德寺 石獅子) - 충청남도 문화재자료 제252호, 광덕사 소장
- 천안 광덕사 부도(天安 廣德寺 浮屠) - 충청남도 문화재자료 제253호, 광덕사 소장